# Salto Chorrolato
El Salto Chorro del hato es una cascada del tipo multipaso, ubicada en el corregimiento de San Félix del municipio de Bello (Antioquia); en el Área metropolitana del Valle de Aburrá, lo que la convierte en uno de los símbolos de este municipio y por ende de la metrópoli antioqueña de Medellín.  
Posee varios y  enormes desniveles, lo que le da una altura desde su base de más de 200 metros, siendo una de las cascadas más altas de Colombia; es del tipo segmentada y multipaso por lo cual sus 2 hectómetros no se encuentran en caída libre, de hecho está  conformada por más de 6 caídas; El Tobogán, El Velo de la Sirena y El Gran Velo entre otras las cuales están conectadas por enormes pocetas de hasta 8 metros de profundidad.  
Es uno de los paisajes más reconocibles de la ciudad metropolitana del Valle de Aburrá (conurbación de Medellín); es visible desde prácticamente todo el municipio de Bello (donde se ubica); además del municipio de Copacabana y amplios sectores del Oriente y el Norte antioqueño; siendo el Gran Velo, la caída más apreciable.  
En la actualidad diversos deportes de aventura se realizan en este lugar, tales como el cañonismo y la apreciación desde parapente, además de ser un lugar privilegiado para los balnearios y el paisajismo.  
Su nombre se debe a una contracción gramatical entre la palabra Chorro (sinónimo de cascada en Colombia) y Hato (nombre de la quebrada); lo que daría un significado literal "Chorro del Hato".